# Yocón
Yocón es un municipio del departamento de Olancho en la República de Honduras.

## Toponimia
El origen de su nombre lo toma de una especie de carrizo con que se hacen cestos.

## Límites
| Orientación | Límite                                 |
| ----------- | -------------------------------------- |
| Norte       | Municipio de Mangulile, Olancho        |
| Norte       | Municipio de La Unión, Olancho         |
| Sur         | Municipio de Guayape, Olancho          |
| Sur         | Municipio de El Rosario, Olancho       |
| Este        | Municipio de El Rosario, Olancho       |
| Este        | Municipio de La Unión, Olancho         |
| Oeste       | Municipio de Marale, Francisco Morazán |
| Oeste       | Municipio de Guayape, Olancho          |

Está situado al sur del Río de la Peña.

## Historia
En 1801, en el recuento de población de 1801 aparece como pueblo de la Subdelegación de Olancho.
En 1821, se cree que la primera Municipalidad fue elegida, siendo cabecera de Distrito, después la cabecera se trasladó a Salamá y Yocón era uno de los municipios que lo formaban.

## División política
Aldeas: 10 (2020)
Caseríos:
| Código | Aldea                        |
| ------ | ---------------------------- |
| 152201 | Yocón                        |
| 152202 | Cañada Galana                |
| 152203 | El Cuábano                   |
| 152204 | El Escribano                 |
| 152205 | El Potrero                   |
| 152206 | La Empalizada                |
| 152207 | Ocotal del Naipe             |
| 152208 | San Antonio Abajo            |
| 152209 | San Pedro                    |
| 152210 | Santa Rita o Plan del Conejo |